# ملکه تامار
تامار (به گرجی: თამარი) (۱۱۶۰ تا ۱۸ ژانویه ۱۲۱۳)، که به عنوان تامار کبیر و تامار مقدس نیز شناخته می‌شود، ملکه‌ای از سلسله باگراتیونی‌ها بود که از سال ۱۱۷۸ تا ۱۲۱۳ میلادی بر پادشاهی متحد گرجستان حکومت کرد. دوران سلطنت او دورهٔ اوج اعتلا و برتری فرهنگ و تمدن گرجی، اوج پیشرفت اقتصادی، موفقیت سیاسی، پیروزی  نظامی در مناطق خاوری و قفقاز و آسایش و امنیت اجتماعی و مردمی و افزایش قدرت پادشاهی گرجستان بود که جزو عصر طلایی تاریخ گرجستان به شمار می‌رود. جایگاه او به عنوان بالاترین و برجسته‌ترین مقام زن در حکومت گرجستان و حق مطلق و الهی حاکمیت او با لقب «پادشاه» در منابع تاریخی قرون وسطی تأیید شده‌است.
تامار فرزند گیورگی سوم، پادشاه گرجستان بود که در سال ۱۱۷۸ از سوی پدرش به عنوان حاکم گرجستان در کنار پدر (در قالب ساختار حکومتی دوپادشاهانه) اعلام شد. اما پس از مرگ گیورگی و به قدرت رسیدن مطلق تامار، او با مخالفت‌هایی از سوی طبقهٔ اشراف گرجستان مواجه شد. تامار در برطرف کردن این مخالفت‌ها موفق بود و قدرت‌های خود را در مقابل تمام اشراف خودسر زیاد کرد و آن‌ها را زیر نظر گرفته و کنترل می‌کرد. همچنین او از قدرت و نفوذ بزرگان ارتش و کشوری بسیار کاست و پس از آن در روابط خارجی خود نیز سیاست‌هایی را دنبال کرد که موجب کاستن از خصومت و قدرت ترکان سلجوقی در آناتولی شد. تامار توانست با تکیه بر موفقیت‌های پیشینیان خود در اتحاد قفقاز و ساختن ارتشی بسیار قدرتمند و بزرگ، اقداماتی را در جهت آبادانی بیشتر گرجستان رقم بزند.
همچنین تامار در طول زندگی و سلطنت خود تلاش کرد که درباریان را به سوی دانش و فرهنگ مدرن تشویق کند و حتی حاضر بود از طبقات جامعه مردمی نیز کمک بگیرد. وی آن‌ها را وارد دربار پادشاهی کرد و نشان داد بین مردم عادی و اشراف فرقی نمی‌گذارد و با قانون فئودالی حکومت نمی‌کند. او برای نشان دادن محبت و توجه خود به فقرا مالیات را برای مردم کاسته و قانون مالیاتی را بردوش اشراف گذاشت که منجر به علاقه بیشتر مردم به وی شد. با وجود اقدامات بسیار زیاد و مفید ملکه پس از مرگ تامار و وقوع حملات مغول‌ها به گرجستان، همهٔ آن آبادانی‌ها و تلاش‌ها به ویرانی تبدیل شد.
تامار دو بار ازدواج کرد، در سال ۱۱۸۵ با یوری بوگولیوبسکی، شاهزاده‌ای از روس کیف، ازدواج کرد که دو سال بعد از او جدا شد. چهار سال بعد از این جدایی یعنی در سال ۱۱۹۱ با داود سوسلان، شاهزاده‌ای از آلانیا، ازدواج کرد. حاصل این ازدواج گیورگی چهارم و روسودان دو پادشاه متوالی گرجستان پس از تامار بودند.
شرکت تامار و وابستگی او با دورهٔ موفقیت‌های سیاسی، پیروزی‌های نظامی و برتری‌های فرهنگی، ترکیب شده با نقش او به عنوان یک زن، منجر به ایده‌آل‌سازی او در هنرهای گرجی و حافظهٔ تاریخی گرجستان شده‌است. او به عنوان یک سمبل مهم در فرهنگ عامیانهٔ گرجی باقی‌مانده و همچنین توسط کلیسای ارتدکس گرجی نیز با عنوان «تامار پادشاه صالح منزه» در شمار قدیسان آمده‌است.
گفته می‌شود که «خورشید خانم» از تصویر ملکه تامار اقتباس شده‌است.

## پادشاهی

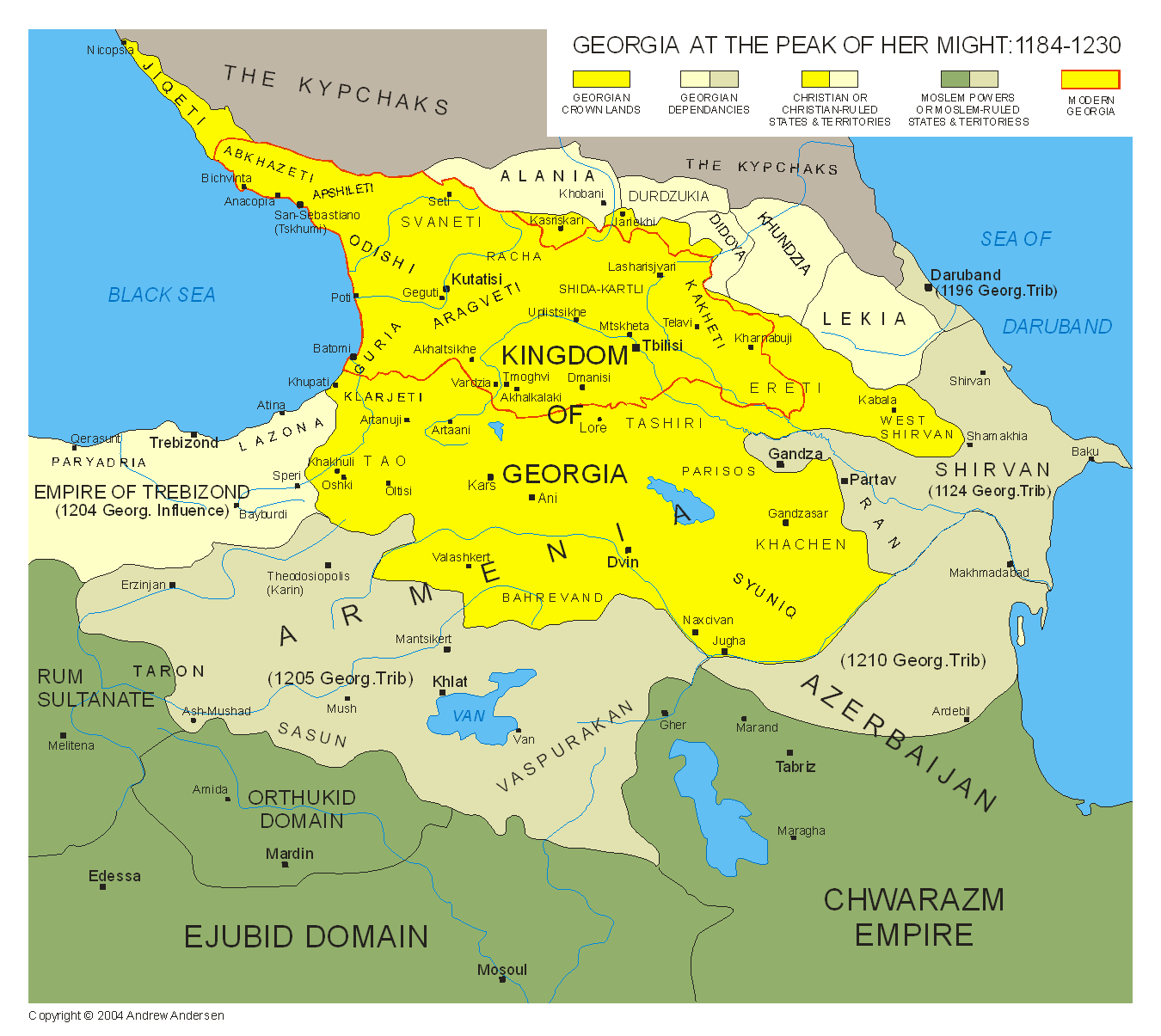
قلمرو گرجستان در زمان حکومت ملکه تامار در نهایت گستردگی از دریای خزر تا دریای سیاه ادامه دارد.

ملکه تامار از نسل داویت چهارم و فرزند گیورگی سوم بود. گیورگی سوم او را در زمان حیات خود به پادشاهی رساند. به تخت سلطنت نشاندن یک زن، شکستن سنت چندین قرن بود اما این (نشستن زن بر تخت پادشاهی) آن را نیز ثابت می‌کرد که عصر بشردوستی و پیشرفت فرارسیده بود و مقام زن مورد احترام مخصوص قرار گرفته بود. به قول شوتا روستاولی شاعر هم‌عصر ملکه تامار: «فرزند شیر، شیر است، خواه مذکر و خواه مؤنث باشد».
در اولین سال‌های پادشاهی تامار مبارزهٔ طبقاتی بسیار شدید شده‌بود. اشراف فئودال خیلی سعی کردند امتیازات سیاسی از دست رفته را برگردانند و تامار هم مجبور شده‌بود بعضی از امتیازها را به آن‌ها واگذار کند اما ملکه به زودی موقعیت خود را تحکیم کرد و هم در مسایل سیاسی داخلی و هم در سیاست خارجی پیروزی‌های بسیار درخشانی را کسب کرد. در دوره تامار، موفقیت‌هایی که گرجستان در زمان داویت چهارم بدست آورده بود ادامه یافت و حتی موفقیت‌ها و پیروزی‌های بیشتری نیز حاصل شد. دوره داویت چهارم و دوره تامار در تاریخ گرجستان عصر طلایی نامیده می‌شود.
در دوران پادشاهی تامار، چندین بار لشکر پادشاهی متحد گرجستان با سپاهیان ائتلاف ترک‌ها که نمی‌توانست قوی شدن گرجستان را بپذیرد در گیر شدند. از این لحاظ جنگ‌های شامکور (سال ۱۱۹۵) و در باسیانی (سال ۱۲۰۴۹) قابل ذکر است که با پیروزی پادشاهی متحد گرجستان پایان یافت.
با این پیروزی‌ها قلمرو پادشاهی متحد گرجستان گسترده شده و از نیکوپسیا تا دربند امنیت کامل مرز جنوب را تأمین کرد. سپس ملکه تامار توجه خود را به سواحل دریای سیاه معطوف کرد: لازیکا سینوپ و ترابوزان را تصرف کرد. از این کشورها شاه‌نشین ترابوزان را به وجود آورد که در رأس آن خویشاوند باگراتیونی‌ها الکس یکم ترابوزان را قرار داد. در دربار امپراتوری ترابوزان دو خط مشی سیاسی و گرایش فرهنگی گرجی و بیزانس به‌طور مشخص وجود داشت.
گرجستان دورهٔ تامار همراه با موفقیت سیاسی راه اعتلای اقتصادی را ادامه می‌داد: کشاورزی، تجارت، صنایع دستی، نقاشی، جواهرسازی (بکا وبشکن اوپی زاریها) معماری (واردزیا، ایکورتا، صومعه لورجی، بتانیا و کواتاخوی) بیشتر و بیشتر توسعه می‌یافت. ملکه تامار به مراکز فرهنگی آموزشی داخلی توجه زیاد می‌کرد و برای آن‌ها وقف می‌فرستاد. ادبیات غیر مذهبی و فلسفه به بزرگ‌ترین موفقیت خود رسید. در جهان‌بینی این دوره بشردوستی مهم‌ترین نقش را ایفا می‌کرد (نمود آشکار آن حماسهٔ پلنگینه پوش است) که به دانشمندان امکان داد در ادبیات و فرهنگ نشان‌های رنسانس را ببیند، طوری‌که می‌توان گفت رنسانس گرجی از رنسانس اروپایی تقریباً یک قرن و نیم پیشی گرفت.

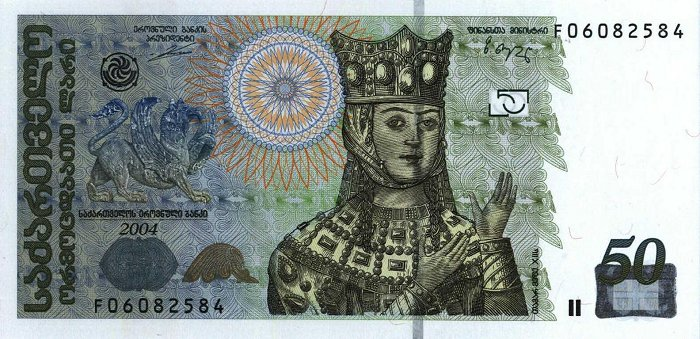
تصویر ملکه تامار بر روی اسکناس ۵۰ لاری گرجستان

ملکه تامار با شایستگی‌های زیاد آراسته شده بود. زنی با ظاهری عالی، حسن اخلاق، حکمت، درایت، تقدس، و خیرات متمایز بود. تامار به کلیسای ارتدکس خدمت بزرگی کرد که سپس وی را تامار مقدس نامید و چهارمین جزء تثلیث (پدر، پسر، روح‌القدس) دانست و در تقویم کلیسا روز اول (۱۴) ماه مه را به عنوان یادبود او ثبت کرد. در اندیشه مردم گرجی تامار شخصیتی مافوق بشری است که نامش را با احترام فراوان و محبت یاد می‌کنند.